# アルツェルグランデ
アルツェルグランデ（伊: Arzergrande）は、イタリア共和国ヴェネト州パドヴァ県にある、人口約4,900人の基礎自治体（コムーネ）。

## 地理

### 位置・広がり
パドヴァ県南東部のコムーネ。キオッジャから西北西へ19km、県都パドヴァから南東へ20km、州都ヴェネツィアから南西へ28km、ロヴィーゴから北東へ30kmの距離にある。

#### 隣接コムーネ
隣接するコムーネは以下の通り。
- コデヴィーゴ
- ピオーヴェ・ディ・サッコ
- ポンテロンゴ

### 気候分類・地震分類
気候分類では、zona E, 2313 GGに分類される。
また、イタリアの地震リスク階級 (it) では、zona 3 (sismicità bassa) に分類される。